# Vicente López Carril
Vicente López Carril (Donas Boqueixón, 2 dicembre 1942 – Gijón, 29 marzo 1980) è stato un ciclista su strada spagnolo.
Professionista dal 1965 al 1979, vinse tre tappe al Tour de France, in cui fu terzo nel 1974, una al Giro d'Italia e una alla Vuelta a España.
Era fratello di Jesús López Carril, anch'egli ciclista.

## Carriera
Passato professionista nel 1965 con la Olsa, dall'anno seguente per tredici stagioni consecutive vestì la divisa gialloblù della KAS, celebre squadra spagnola diretta in quegli anni da Antonio Barrutia ed Eusebio Vélez.
Ottenne i principali risultati di carriera nella prima metà degli anni 1970, riuscendo a classificarsi, nell'ordine, quarto al Giro d'Italia 1972, ottavo al Giro d'Italia 1974, terzo al Tour de France 1974, sesto al Tour de France 1975, quinto alla Vuelta a España 1976. Tra i successi in palmarès, soprattutto corse spagnole – una Vuelta a Mallorca, un campionato spagnolo in linea, un Gran Premio Primavera, due Gran Premi Navarra – ma anche tre tappe al Tour de France e una al Giro d'Italia.
Nel 1979, all'ultimo anno di attività, corse con la Teka di Julián San Emeterio, ritirandosi al termine della stagione. Morì il 29 marzo 1980, neanche trentottenne, stroncato da un infarto mentre stava giocando a calcio con gli amici sulla spiaggia di Gijón, nelle Asturie.
Dal 1998 a Candás, nel comune di Carreño, sempre nelle Asturie, si disputa in suo onore il Gran Premio Vicente López Carril, corsa riservata alla categoria Juniores e valida per il Trofeo Asturcántabro.

## Palmarès
- 1966 (dilettanti)

8ª tappa Tour de l'Avenir
- 1968 (KAS-Kaskol, tre vittorie)

2ª tappa Vuelta a Mallorca
4ª tappa, 2ª semitappa Vuelta a Mallorca
Classifica generale Vuelta a Mallorca
- 1970 (KAS-Kaskol, due vittorie)

Gran Premio Caboalles de Abajo
4ª tappa Volta Ciclista a Catalunya (Lleida > Vielh)
- 1971 (KAS-Kaskol, quattro vittorie)

5ª tappa Giro d'Italia (Pescasseroli > Gran Sasso d'Italia)
2ª tappa Vuelta a los Valles Mineros
Classifica generale Vuelta a los Valles Mineros
Trofeo Elola
- 1972 (KAS-Kaskol, una vittoria)

Gran Premio Navarra
- 1973 (KAS-Kaskol, sette vittorie)

3ª tappa Vuelta a Aragón
3ª tappa Vuelta a los Valles Mineros
Classifica generale Vuelta a los Valles Mineros
9ª tappa Tour de France (Embrun > Nizza)
Prologo Vuelta a Asturias
1ª tappa Tres dias de Leganés
Classifica generale Tres dias de Leganés
- 1974 (KAS-Kaskol, tre vittorie)

Campionato spagnolo in linea
11ª tappa Tour de France (Aix-les-Bains > Serre-Chevalier)
8ª tappa Volta a Catalunya
- 1975 (KAS-Kaskol, tre vittorie)

17ª tappa Tour de France (Valloire > Morzine-Avoriaz)
2ª tappa Vuelta a Levante
Classifica generale Vuelta a Levante
- 1976 (KAS-Campagnolo, una vittoria)

15ª tappa Vuelta a España (Gijón > Cangas de Onís)
- 1977 (KAS-Campagnolo, cinque vittorie)

Gran Premio Navarra
Gran Premio Primavera
2ª tappa Vuelta a Asturias
Classifica generale Vuelta a Asturias
Prueba Villafranca de Ordizia

## Piazzamenti

### Grandi giri
- Giro d'Italia

1967: 23º
1971: 12º
1972: 4º
1974: 8º
1975: 22º
1977: 55º
- Tour de France

1968: 23º
1970: 34º
1971: 10º
1973: 9º
1974: 3º
1975: 5º
1976: 10º
1977: 23º
1979: ritirato (3ª tappa)
- Vuelta a España

1967: 14º
1968: 34º
1969: 26º
1970: 17º
1972: 12º
1973: 17º
1976: 5º
1978: 10º
1979: 12º

### Classiche
- Milano-Sanremo

1972: 35º
1976: 68º
1978: 95º
- Liegi-Bastogne-Liegi

1973: 15º

### Competizioni mondiali
- Campionati del mondo

Imola 1968 - In linea: ritirato
Mendrisio 1971 - In linea: ritirato
Gap 1972 - In linea: 26º
Barcellona 1973 - In linea: 18º
Montréal 1974 - In linea: ritirato
Yvoir 1975 - In linea: 26º
Ostuni 1976 - In linea: 20º
San Cristóbal 1977 - In linea: 20º
Nürburgring 1978 - In linea: ritirato